# مسکن کربن صفر
منازل کربن صفر یا مسکن انرژی صفر اصطلاحی است که برای تعریف اقامت گاه‌های خانوادگی با میزان راندمان انرژی بسیار بالا استفاده می‌شود. در این منازل برای تأمین نیاز انرژی روزانه و احتیاجات ساکنین، به انرژی بسیار کمی نیاز است.
یک مسکن کربن صفریا ZCH دارای میزان کربن سالیانه خالص صفر است. فوت پرینت((footprint کربن معیاری است برای سنجش تمام انتشارات گازهای گلخانه‌ای که به صورت مستقیم یا غیرمستقیم بر اثر فعالیت‌های خانگی مثل گرمایش، مصرف تجهیزات خانگی، فعالیت‌های شخصی مثل رانندگی با یک ماشین، خدمات وسیع تر مثل حمل و نقل هوایی و عمومی و مصرف انفرادی غذا و دیگر محصولات است. این فوت پرینت متشکل از دو بخش است :اولیه و ثانویه؛ که بر حسب واحد تناژ دی اکسید کربن معادل (co2e) بیان می‌شوند. فوت پرینت اولیه معیاری است برای سنجش انتشارات co2 مستقیم بر اثر مصرف مستقیم سوخت‌های فسیلی به عنوان منبع انرژی یا برای حمل ونقل. فوت پرینت ثانویه معیاری است برای سنجش انتشارات co2 غیرمستقیم بر اثر فرایند ساخت محصولات خانگی و تجزیهٔ این محصولات. ساخت و تولید لباس، ماشین، مبلمان و فعالیت‌های رفاهی ساکنین از جمله فوت پرینت‌های ثانویه هستند.
محاسبهٔ فوت پرینت‌های ثانویه با عوامل ثانویه مهم هستند. عوامل ثانویه شامل سبک زندگی ساکنان، رژیم، غذا، میزان مسافرت‌های هوایی سالیانه، میزان کارکرد افرادو ...، کاربرد حمل ونقل عمومی، و تعداد، نوع، و کاربد وسایل نقلیه خصوصی است. عوامل ثانویه همچنین شامل لباس خریداری شده، باز یابی‌ها، فعالیت‌های رفاهی، و کاربرد خدمات مالی و غیره در طول یکسال است. تعداد پروازهای هوایی در یک سال به این خاطر در نظر گرفته می‌شود که میزان مجموع مصرف سوخت را مشخص می‌نماید. شخصی که زیاد صفر می‌کند دارای فوت پرینت کربن بیشتری است. این انتشارات به وسیلهٔ کاربرد روش دایره بزرگتر محاسبه می‌شوند. اول فاصله میان فرود گاه‌ها تعیین می‌شود. سپس فواصل غیرمستقیم و ضریب انتشارات با توجه به نوع پرواز مشخص می‌شود. یک عامل مؤثر دیگر در فوت پرینت کربن افراد، نوع وسیلهٔ نقیهٔ ان‌ها، بازده گالن در هر مایل(mpg)، مجموع مایل طی شده در هر سال است. نوع رژیم افراد عامل مو ثر دیگر است. برای مثال گیاه خوران دارای فوت پرینت کربن کمنری نسبت به گوشت خواران هستند. عوامل دیگر شامل خرید موارد و اقلام وارداتی، وسایل شخصی، و فعالیت‌های رفاهی بدون کربن مثل فوتبال آمریکایی، دو چرخه سواری، اسکی، و قایق رانی است.

## تعیین یک مسکن با میزان کربن صفر(ZCH)
راندمان انرژی: منازل باید از لحاظ مصرف انرژی بهینه باشند و دیماند (تقاضا) انرژی آن‌ها در طول روز حداقل باشد. در منازل جدید، باید ایزولاسیون در برابر نفوذ هوا و حرارت به درستی رعایت شود. نصب عایق ۱۸۰ ملی متری ضخیم، بازیابی آب، جایگزینی تجهیزات خانگی قدیمی با تجهیزاتی که بر چسب انرژی ان A است.
تطبیق کربنی: نقش در کربن صفر شامل کاربرد کم کربن در محل، و انرژی کربن صفر مثل شبکهٔ گرمایشی است. گرمایش حوزه‌ای سیستمی است که گرمایش را از طریق یک مکان مرکزی برای مصارف خانگی و تجاری تأمین می‌نماید. این باعث کاهش چشم گیر فوت پرینت کربن منازل می‌شود.
راه حل‌های مجاز: هر نوع معیار تأیید شدهٔ ذخیرهٔ کربن که می‌توان از ان برای مصارف مختلف خانه‌ها استفاده کرد.
بسیاری از نهادهای دولتی و خصوصی اتقای این مفهوم zch را شروع کرده‌اند. در انگلیس، مرکز فوت پرینت کربن در تابستان سال ۲۰۰۸ بر پا شد تا به تحقق دستورالعمل ZCH کمک نماید. این نهاد با رعایت استانداردهای اتحادیهٔ اروپا و پروتکل کیوتو (۱۹۹۷) در بخش‌های صنعتی و دولتی فعالیت دارد. در اتحادیهٔ اروپا، ساخنمان‌ها مسوول ۴۰ درصد مجموع انرژی مورد نیاز اتحادیهٔ اروپا هستند. انتظار می‌رود که این درصد در آینده افزایش یابد.
علی رغم نقش انگلیس در برخی از تعاریف ZCH، اکنون اینگونه به نظر می‌رسد که این عبارت هنوز تجاری نشده‌است چرا که نهاد استانداردهای تبلیغاتی انگلیس (ASA) این قانون را وضع کرده‌است که نمی‌توان هیچ ساختمان یا محصولی را «کربن صفر» نام نهاد.

## بافت بیولوژیکی EARTHSHIP
این یک نمونه از ZCH است که توسط رینولدز توسعه یافته‌است. EARTHSHIP یک نوع پایدار مسکن ۱۰۰ درصد سازگار با محیط زیست است که در هر منطقه‌ای می‌توان انرا ساخت. از دیدگاه رینولدز این مفهوم دارای ۳ شرط است:
- معماری پایدار با کاربرد مصالح طبیعی و قابل بازیابی.
- صرفاً بر اساس منابع انرژی طبیعی.
- مقرون به صرفه و اقتصادی بودن.

طرح رینولدز بسیار ساده است. مصرف آب در ان چهار برابر است. یک منبع آب در سقف برای جمع اوری اب باران یا برف ذوب شده و طراحی شده ا است. سپس آب جمع‌آوری شده به سمت یک پمپ هدایت می‌شود تا فشار آب مورد نیاز ساختمان تأمین شود. این نوع اب را آب را خاکستری می‌نامند. این آب برای آشامیدن مناسب نیست. این اب را از یک فیلتر گریس عبور می‌دهند و سپس به یک سلول گیاهی می‌رود. بعد از این سلول فرایند فیلترینگ اب تمام می‌شود. ابی که در سرویس بهداشتی استفاده می‌شود آب سیاه نامیده می‌شود. از این اب در EARTHSHIP استفاده نمی‌شود و به یک تانکر ضد میکروب خورشیدی انتقال داده می‌شود. امکان تصفیه فاضلاب در محیط داخلی و خارجی وجود دارد. سلول‌های گیاهی خارجی حجم اب تراوش شده به زمین را کاهش می‌دهند و بنابراین احتمال الوده شدن منابع آب‌های زیر زمینی کاهش می‌یابد. با این سیستم دیگر نیازی به کاربرد سیستم‌های فاضلابی بزرگ و تأسیسات تیمار آب نیست. طراحی این سیستم در یک شیب، آب و هوای نسبتاً ثابتی در داخل خانه ایجاد کرده و کاربرد انرژی را به حداقل می‌رساند. دیوارهای شرقی مثل یک جرم حرارتی برای جذب گرما در طول روز و آزاد سازی آن در شب عمل می‌نمایند. EARTHSHIPها OFF THE GRID هستند یعنی می‌تواندد برق مصرفی را بدون نیاز به شبکه تأمین نمایند. در این سیستم از سلو ل‌های فوتو ولتالییک و توربین بادی برای تأمین مصرف برق استفاده می‌شود. برق حاصل از انرژی باد و خورشیدی در چندین باتری ذخیره می‌شود و سپس برای تجهیزات خانگی مورد استفاده قرار می‌گیرد.
ارس شیپ از آب ۴ برابر پیش از دورریز استفاده می‌نماید. در سطح سقف مواردی تعبیه شده‌اند که آب باران یا برف را جمع‌آوری می‌نمایند. این آب انبارها یا مخازن، برای یک ارس شیپ مشخص بر مبنای اقلیم محلی مشخص می‌گردد. از مخازن آب، آب به واحد سازماندهی آب با یک پمپ به دستگاه فیلترسازی وارد می‌شود. آب به مخزن تحت فشار وارد می‌شود تا فشار آب مورد نیاز ساختمان در آن تعیین گردد. این آب برای حمام کردن، نوشیدن و فعالیت‌های گوناگون همانند شستشوی ظروف مورد استفاده قرار می‌گیرد. آب حاصل از این فعالیت‌ها که دور ریخته نمی‌شوند تحت عنوان آب خاکستری خوانده می‌شود و از آن برای فلاش کردن توالت‌ها استفاده می‌شود. آب خاکستری برای نوشیدن بهداشتی و مطلوب نیست اما از آن برای کاربردهای دیگر در ارس شیپ استفاده می‌گردد. آب خاکستری، از طریق فیلتر گریس انتقال یافته تا بتواند به اتاقک گیاهی داخلی وارد می‌شود. یک اتاقک گیاهی، یک باغ سرپوشیده با پوشش گیاهی در حال رشد می‌باشد. اکسیژن رسانی، جابجایی، فیلترسازی و همچنین پاکسازی باکتری‌ها، همگی در اتاقک بسته صورت می‌گیرد که سبب پاکسازی و فیلترسازی آب می‌گردد. پس از اینکه در اتاقک گیاهی، فرایند فیلترسازی آب خاکستری تکمیل گردید و آب برای فلاش کردن توالت مورد استفاده واقع شد دفع می‌گردد. پس از استفاده آب در توالت آب باقی‌مانده تحت عنوان آب سیاه خوانده می‌شود. آب سیاه، در ارس شیپ مجدداً مورد استفاده قرار نمی‌گیرد اما به مخزن بهداشتی که با نور خورشید کار می‌کند با میدان‌های آبشویی وارد شده و از آن برای آبیاری اتاقک‌های گیاهی داخلی استفاده می‌شود (کشت چشم‌انداز).
طرح ساختار ارس شیپ، در سمت شیب، اجازه حفظ شرایط اقلیمی نسبتاً ثابت در خانه با حداقل کاربرد انرژی را می‌دهد. دیواره‌های شرقی به عنوان جرم حرارتی عمل می‌نمایند که حرارت را در طول روز دریافت نموده و حرارت را به قسمت داخلی هنگام شب وارد می‌سازند. حرارت در جرم از دیوار واقع در سطح زمین ذخیره می‌شود- هنگامی که حرارت بیشتری موجود نیست، حرارت ذخیره شده به فضای سردتر تشعشع می‌یابد. این مورد به دمای داخل خانه اجازه می‌دهد تا در طول روز و شب ثابت باقی بماند.
ارس شیپ می‌تواند مفهوم خارج از شبکه را زنده کند که می‌تواند الکتریسیته خود را به جای تأکید بر زیرساخت‌های موجود برای تولید نیرو تولید نماید. یک سیستم توان که از سلول‌های فتوولتائیک و همچنین واحد توان بادی تشکیل شده، بر روی ارس شیپ توان کافی را برای فعالیت‌های روزانه/ کاربرد در یک خانوار مشخص تأمین می‌نماید. نیروی حاصل از باد و سیستم خورشیدی در چندین مورد از باتری‌های چرخه عمیق ذخیره می‌شود که نیرو را به خروجی و همچنین تمامی تجهیزات می‌فرستد.

## نقش در مدیریت محیط زیست
خانه‌های کربن صفر و ارس شیپس نقش مهمی در مدیریت زیست‌محیطی ایفا می‌کنند. این ساختمان‌ها قادر به انجام کارکردهای روزانه مناسب خانه در مقابل تغییر شرایط زیست‌محیطی می‌باشند و شکلی از انعطاف‌پذیری مهندسی را نشان می‌دهند. انعطاف‌پذیری مهندسی بخشی از مدیریت تطابقی به‌شمار می‌آیند. مدیریت تطابقی ایده‌ای است که با استفاده از آن می‌توان با سازگاری به تغییرات به جای تغییر کامل موارد دیگر به پایداری دست یافت. خانه‌های کربن صفر به انسان‌ها اجازه می‌دهند تا با افزایش دمای جهانی هماهنگ و سازگار گردند. این انواع خانه‌ها سبب می‌شود که افراد بتوانند بدون استفاده از سطوح کمتر سوخت‌های فسیلی زنده بمانند و ساکنان در رابطه با کمبود غذا محافظت شده و آلودگی‌ها متوقف می‌گردد. خانه‌های کربن صفر می‌توانند انعطاف‌پذیری و برگشت‌پذیری را برای تغییرات در مقابل نقطه خاص در ثبات پویا حاصل کنند. در این مورد، نقطه انتها نشان دهنده جنبه‌های خطرناکی از تغییر اقلیم می‌باشد. هنگامی که یک نقطه انتهایی ایجاد می‌گردد سیستم در معرض حوزه جدیدی از ثبات قرار می‌گیرد و ویژگی‌های ثبات تغییر می‌نماید. سیستم به حوزه جدیدی از جو وارد می‌شود و به موقعیت ثبات جدید وارد می‌شود. با توجه به این ایده، ارتفاع محدوده‌ای که حوزه جذب در آن واقع است تعیین‌کننده مقادیر فشار یا اختلال مورد نیاز برای مجبور نمودن سیستم به ورود به حوزه جذب دیگر می‌باشد. خانه‌های کربن صفر، انعطاف‌پذیری مهندسی را برای این رویداد امکانپذیر می‌سازند زیرا می‌توانند با اختلالات صورت گرفته در این شرایط هماهنگ گردند. دقیقاً هنگامی که این نقاط انتهایی ایجاد می‌گردند شناخت تقریباً غیرممکن خواهد بود و به سختی می‌توان شرایط را پیش‌بینی کرد. آن‌ها نشان دهنده تغییرات غیرخطی بوده و سبب می‌شوند پیش‌بینی یا آماده‌سازی برای مواجهه با تغییرات مشکل گردد.